# Al Mukha (huyện)
Huyện Al Mukha là một huyện thuộc tỉnh Ta`izz, Yemen. Đến thời điểm năm 2003, huyện này có dân số 18155 người